# Робърт Блейк
Робърт Блейк е английски адмирал, роден през 1599 г.
Търговец, той става член на Късия Парламент (1640), а по-късно взема страната на Парламента в Гражданската война. Ръководи отбраните на Бристол, Лим и Тонтън от монархистките атаки (1643-45).
Получил титлата морски адмирал (1649) на средна възраст, той започва блестяща морска кариера. През 1650 г. преследва монархическата флота под командването на принц Рупърт до Португалия, където пресреща флота с португалско злато при устието на река Тагус. Настига Рупърт в Средиземно море и разрушава флотата му. През 1651 г. превзема Сцилийските острови от монархистите и помага за отвоюването на Джърси.
По време на Първата холандска война нанася няколко тежки поражения на холандците и търпи една голяма загуба в битка. През 1655 г. напада и разрушава Средиземноморската пиратска флота при Порто Ферино. Зимата на 1656-57 блокира испанското крайбрежие и побеждава испанската флота при Санта Круз.
Направен член на Държавния съвет през 1651 г., той спомага за създаване на ефективен военноморски флот.